# 787 Moskva
För andra betydelser, se Moskva (olika betydelser).
787 Moskva eller 1914 UQ är en asteroid i huvudbältet, som upptäcktes den 20 april 1914 av den ryske astronomen Grigorij N. Neujmin vid Simeizobservatoriet på Krim. Den har fått sitt namn efter den ryska staden Moskva.
Asteroiden har en diameter på ungefär 27 kilometer och den tillhör asteroidgruppen Maria.